# Shimotaira Takahiro
Takahiro Shimotaira (sinh ngày 18 tháng 12 năm 1971) là một cầu thủ bóng đá người Nhật Bản.

## Sự nghiệp câu lạc bộ
Takahiro Shimotaira đã từng chơi cho Kashiwa Reysol và FC Tokyo.